# Juan Pérez de Guzmán y Gallo
Juan Pérez de Guzmán y Gallo (Ronda, 25 de febrer de 1841 — Madrid, 23 d'abril de 1923) va ser un periodista, historiador i polígraf espanyol, qui no ha de ser confós amb el seu homònim i contemporani, el bibliòfil Juan Pérez de Guzmán y Boza, II duc de T'Serclaes (1852-1934), escriptor, historiador i membre de la Reial Acadèmia de la Història.

## Biografia
Va estudiar a Ronda, Màlaga i Madrid i es va llicenciar en dret en la Universitat Central de Madrid. Va iniciar la seva carrera periodística com a redactor del periòdic conservador La Época, substituint interinament al seu director en morir el Marquès de Valdeiglesias. Va col·laborar en altres periòdics i revistes com La Ilustración Española y Americana, La España Moderna, El Correo Militar i el Memorial de Artillería. Durant un temps curt va ocupar càrrecs oficials a Barcelona. Va prologar les obres del seu amic i mentor literari, Antonio Cánovas del Castillo, militant en el mateix Partit Conservador, i va escriure nombroses notes biogràfiques sobre els seus contemporanis. Va ser vocal de la Junta d'Iconografia Nacional i, després de ser proposat per Juan Catalina García y López, el marquès de Laurencín i Vicente Vignau y Ballester, va ser membre electe de la Reial Acadèmia de la Història, prenent possessió el 20 de maig de 1906 per ocupar el sitial vacant per la mort de Manuel Danvila y Collado El van elegir secretari perpetu de la Reial Acadèmia de la Història el 12 de desembre de 1919 després d'haver-ho estat interinament per malaltia del titular E. de Hinojosa el 1913. Va exercir aquest càrrec en plenitud de funcions fins que una hemiplegia el va privar de poder utilitzar la paraula escrita al desembre de 1921, tot i que encara podia redactar de paraula.

## Obra
Va centrar la seva tasca investigadora en el regnat de Carles IV i en la Guerra del francès: Estudios de la vida, reinado, proscripción y muerte de Carlos IV y María Luisa de Borbón, Reyes de España (1908) o El dos de mayo en Madrid (1908).
És el genuí representant de la «llegenda rosa» de Manuel Godoy, reivindicant la seva figura i la dels reis en nombrosos escrits, com Reparaciones a la vida e historia de Carlos IV y María Luisa, El protectorado del Príncipe de la Paz a las ciencias y a las letras, El Toisón y la Legión de Honor, i, entre d'altres, La rehabilitación del Príncipe de la Paz.
El coneixement de la copiosa correspondència mantinguda entre la reina i el privat li va portar a presentar en els seus treballs a una Maria Lluïsa «poc menys que canonizable», segons Carlos Seco Serrano. La seva apassionada defensa dels reis i del valgut, malgrat l'abundant documentació en què es basava, va suscitar una dura rèplica des de l'extrem oposat, encarnada fonamentalment en els escrits del «diplomàtic ficat a historiador» marquès de Villaurrutia.
Pérez de Guzmán va ingressar el 1905 en la Reial Acadèmia de la Història, de la qual fou secretari perpetu des de 1913. Va publicar les seves Memorias de 1913 a 1921.

## Obres
Ficció
- Las hadas; leyenda original al estilo de los orientales, Madrid, Dorregaray, 1864.
- Dido, Madrid, 1866, tragedia.
- La rosa. Manojo de la poesía castellana, formado con las mejores producciones líricas consagradas á la reina de las flores durante los siglos XVI, XVII, XVIII y XIX por los poetas de los dos mundos; recogiólas de diferentes libros, códices y manuscritos y las publica con noticias biográficas y bibliográficas originales..., Madrid, M. Tello, 1891-92.
- Versos de varia edad, Madrid, Imp. de Fortanet, 1906.

Assajos sobre història
- El dos de mayo de 1808 en Madrid. Relación histórica documentada mandada publicar de orden del Excmo. Señor Conde de Peñalver, alcalde presidente de su excmo. Ayuntamiento, y por acuerdo de la Comisión organizadora del primer centenario de su gloriosa efeméride Madrid: Comisión Ejecutiva del Centenario del Dos de Mayo 1808, 1908.
- Estudios de la vida, reinado, proscripción y muerte de Carlos IV y María Luisa de Borbón, reyes de España, Madrid: Imprenta de Jaime Ratés Martín, 1909.
- El principado de Asturias; bosquejo histórico-documental, Madrid, Manuel G. Hernandez, 1880.
- Crónica de la provincia de Cáceres, Madrid, Rubio, Grilo y Vitturi, 1870.
- La discusión parlamentaria del tratado de comercio con Francia: bajo el punto de vista del trabajo y de la riqueza nacional. Madrid: Impr. de M. G. Hernández, 1882.
- Descubrimiento y empresas de los Españoles en la Patagonia, Madrid, Sucesores de Rivadeneyra, 1892.
- Un matrimonio de estado. Estudio histórico político. Madrid, Perojo, 1877.
- Bosquejo histórico-documental de la Gaceta de Madrid: escrito al entrar en el IV siglo de su existencia y para solemnizar la declaración de la mayor edad del Rey Don Alfonso XIII. Madrid, Sucesora de M. Minuesa de los Ríos, 1902.
- Dogmas de la política de Fernando V el Católico discursos leídos ante la Real Academia de la Historia en la recepción pública del señor don Juan Pérez de Guzmán y Gallo el día 20 de mayo de 1906. Madrid, Estab. tip. de Fortanet, 1906.
- Discursos leídos ante la Real Academia de la recepción pública del señor don Juan Pérez de Guzmán y Gallo el día 20 de Mayo de 1906. Madrid : Fortanet, 1906.
- Algunas rimas castellanas del abad d. Antonio de Maluenda... descubriólas entre los manuscritos de la Biblioteca nacional de Madrid d. Juan Pérez de Guzmán y Gallo; Sevilla, Imp. de E. Rasco, 1892.
- Papeles históricos inéditos del archivo de la secretaría de la Real Academia de la historia, Mayo 1918-Junio 1920. Madrid, Establecimiento tipográfico de Fortanet, 1920.
- Los príncipes de la poesía española Colección de poesías en su mayor parte inéditas de príncipes, grandes y títulos, Madrid, M. G. Hernández, 1892.
- La historia inédita; estudios de la vida, reinado, proscripción y muerte de Carlos IV y María Luisa de Borbón, reyes de España. Madrid, Impr. de J. Ratés Martín, 1908.
- Informe á S. M. el Rey Don Alfonso XIII acerca de el Capitán español Don Antonio Costa de Expedición auxilliar del Marqués de La Romana al Norte y su Sepulcro en Fredericia (Dinamarca) Madrid, 1909.
- Memorias históricas de la Real Academia de la Historia, Madrid: Fortanet, 1913-1921, varios vols.
- De la libertad de imprenta y de su legislación en España, Madrid, imprenta de Fortanet, 1873.
- Bibliografía de Gibraltar, Madrid, Imprenta de Manuel G. Hernández, 1882.
- El autor y los interlocutores de los Diálogos de la Montería, Madrid, 1890.
- Cancionero de príncipes y señores, Madrid, 1892.
- Los artilleros de Monteleón, Madrid, 1908.
- Embajada del Conde de Fernán Núñez en París durante el primer periodo de la Revolución Francesa, Madrid, 1907.
- Memorial sobre la vida de sor Teresa Viver y Candell, superiora del hospital de dementes de Leganés, Madrid, 1904.
- El primer certamen poético que se celebró en España en honor de la Purísima Concepción de María, Madrid, 1904.